# Mount Eaton (Ohio)
Mount Eaton es una villa ubicada en el condado de Wayne en el estado estadounidense de Ohio. En el Censo de 2010 tenía una población de 241 habitantes y una densidad poblacional de 522,76 personas por km².

## Geografía
Mount Eaton se encuentra ubicada en las coordenadas 40°41′43″N 81°42′9″O / 40.69528, -81.70250. Según la Oficina del Censo de los Estados Unidos, Mount Eaton tiene una superficie total de 0.46 km², de la cual 0.46 km² corresponden a tierra firme y (0%) 0 km² es agua.

## Demografía
Según el censo de 2010, había 241 personas residiendo en Mount Eaton. La densidad de población era de 522,76 hab./km². De los 241 habitantes, Mount Eaton estaba compuesto por el 98.76% blancos, el 0% eran afroamericanos, el 0% eran amerindios, el 0% eran asiáticos, el 0% eran isleños del Pacífico, el 0.41% eran de otras razas y el 0.83% pertenecían a dos o más razas. Del total de la población el 0.41% eran hispanos o latinos de cualquier raza.